# قرصعنة أنديزية
قرصعنة أنديزية (الاسم العلمي:Eryngium andicolum) هي نوع من النباتات تتبع جنس القرصعنة من الفصيلة الخيمية.